# Málnay Levente
Málnay Levente (Budapest, 1941. január 5. –) Balázs Béla-díjas magyar film- és színházi rendező, forgatókönyvíró.

## Életpályája
Málnay Lajos és Török Katalin gyermekeként született. 1963-ban került a Magyar Televízióhoz, ahol Zsurzs Éva, Várkonyi Zoltán és Ádám Ottó asszisztense volt. 1967-1972 között a Színház- és Filmművészeti Főiskola film- és tv-rendező szakán tanult, ahol Keleti Márton tanítványa volt. 1973-ban a Magyar Televízió Irodalmi- és Drámai Főosztályának rendezője lett. Több mint 80 tévéjátékot, tévéfilmet készített. 1988-ban főrendező lett, s a Rendezői Iroda vezetője. 2000-2003 között tanított a Pázmány Péter Katolikus Egyetemen, valamint a Shakespeare Színművészeti Akadémián.

## Magánélete
1968-ban feleségül vette Bögi Júliát. Két fiuk született; Málnay B. Levente (1969), aki televíziós szakember lett és Barnabás (1970).

## Színházi rendezései
A Színházi Adattárban regisztrált bejegyzéseinek száma: 16
- Brandon Thomas: Charley nénje (1982)
- Georges Feydeau: Bolha a fülbe (1989)
- Robert Thomas: Szegény Dániel (1993)
- Honoré de Balzac: A pénz komédiája (1994)
- Szakony Károly: Vidám finálé (1995)
- Jacobi Viktor: Sybill (1997)
- Szántó–Szécsén: Paprikás csirke (1999)
- Molnár Ferenc: Játék a kastélyban (2002)
- Simon: A különterem (2004, 2010)
- Márai Sándor: Kaland (2005, 2011)
- Gyurkovics Tibor: Nagyvizit (2006)
- Kálmán Imre: Zsuzsi kisasszony (2007)
- Gyurkovics Tibor: Isten nem szerencsejátékos (2008)
- Szakonyi Károly: Adáshiba (2011)

## Filmrendezései

### Tévéfilmek
| - Előjáték (1967) - Hemingway világa (1969) - Egypercesek (1970) - Tisztújítás (1970) - Zengő Dunatájtól - az emberi hangig – (1970) - Levelek a háborúból (1972) - Az élet szerelmese (1972) - Három nap a hétből (1972) - Pályakorrekció (1972) - Szerelmespár (1972) - Állványokon (1973) - A színház jegyében (1973) - Apróhirdetés (1974) - Asszony a viharban (1974) - Százéves asszony (1976) - A tanítvány (1977) - A cárné összeesküvése (1977) - Az eltűnt miniatűr I.-II. (1977) - Napforduló (1977) - A váratlan utazás (1978) - Doktor Senki (1978) - Merénylők (1979) - Idegenek (1979) - Ítélet és igazság (1979) - Gyilkosság a 31. emeleten (1980) - Megbízható úriember (1981) | - Nagyvizit (1981) - A száztizenegyes (1982) - II. József császár (1982) - Zsákutca (1983) - Krízis (1984) - Az aranyifjú (1985) - Kaviár és lencse (1985) - Szurkolók (1985) - Charlie nénje (1986) - Földi kacaj (1986) - A nap lovagja (1987) - Palika (1987) - Teniszezz velem (1988) - Oszvald képmása (1988) - Tihamér (1989) - Családi kör (1989) - Pénzt, de sokat! (1991) - Társasjátékok (1992) - Öregberény 1-22. (1992-1995) - A pénz komédiája (1994) - Az áldozat (1994) - Helyet az ifjúságnak (1996) - A becsületes megtaláló (1996) - A templom egere (1998) - Jómodor@huú (2004) |

## Díjai
- a veszprémi tv-találkozó közönségdíja (1986)
- a plovdivi nemzetközi tv-fesztivál különdíja (Krízis, 1986)
- Balázs Béla-díj (1988)
- Új Múzsa Alapítvány életmű díj (2000)
- Érdemes művész (2005)